# Julien Vermote
Julien Vermote (Kortrijk, 26 juli 1989) is een Belgisch wielrenner die anno 2024 uitkomt voor de Nederlandse wielerploeg Team Visma-Lease a Bike. Hij werd in 2016 wereldkampioen in de ploegentijdrit. Hij is de oudere broer van voormalig wielrenner Alphonse Vermote.

## Wielerloopbaan
Bij de beloften reed Vermote drie jaar voor Beveren 2000, de satellietploeg van Quick Step. In 2009 werd hij Belgisch kampioen tijdrijden bij de beloften. Een jaar later stapte hij over naar Quick-Step, de ploeg waar hij zeven jaar voor reed.
In de Ronde van Groot-Brittannië won hij zowel in 2014 als in 2016 een rit. In 2016 droeg hij ook nog vier dagen de gele leiderstrui en twee dagen de blauwe puntentrui. Met Omega Pharma-Quick-Step won hij in 2014 het brons en met Etixx-Quick-Step in 2016 het goud op het wereldkampioenschap ploegentijdrit.
In 2017 kwam hij in Gullegem Koerse hand in hand met Yves Lampaert als winnaar over de finish.
In 2018 stapte Vermote over naar Team Dimension Data, om tijdens de rondes in de sprinttrein voor Mark Cavendish te rijden. In de klassiekers mocht hij zelf finales rijden. Dat werd in Kuurne-Brussel-Kuurne 2018 bijna prijs. Hij lag op 100 meter voor de meet nog voorop, maar werd daarna ingehaald door de acht voorsten van het peloton. In Gent-Wevelgem haalde hij een vijftiende plek en in de Ronde van Vlaanderen liep hij een kwetsuur aan de schouder op na een aanrijding met een volgwagen. In Parijs-Tours 2019 haalde hij een 10e plek.
Na twee seizoenen bij Dimension Data ging hij voor een jaar aan de slag bij Cofidis, waarna hij drie maanden zonder contract zat. Het was lastig om ten tijde van Corona een nieuwe werkgever te vinden. Het contact tussen manager en broer Alphonse en Philip Roodhooft leidde tot een contract bij Alpecin-Fenix vanaf april 2021. Voor 2023 kreeg Vermote geen nieuw contract. Ditmaal was hij een jaar lang eliterenner zonder contract, regelde hijzelf sponsoren en professionele begeleiding en reed hij vooral kermiskoersen.
In december 2023 ging plots Lennard Hofstede met pensioen bij Team Jumbo-Visma. De ploeg zocht een renner met ervaring, en Merijn Zeeman dacht daarbij aan Vermote die op eigen initiatief telefonisch contact had gehouden. Ditmaal werd Vermote gebeld en kort daarna tekende hij een contract voor 2024 bij Team Visma-Lease a Bike.

## Belangrijkste overwinningen
2009
 Belgisch kampioen tijdrijden, Beloften
2012
Eind- en jongerenklassement Driedaagse van West-Vlaanderen
2013
GP Briek Schotte
2014
7e etappe Ronde van Groot-Brittannië
 WK Ploegentijdrit in Ponferrada
2016
2e etappe Ronde van Groot-Brittannië
 WK Ploegentijdrit in Doha
2023
Vedettencriterium van Staden

## Resultaten in voornaamste wedstrijden
| Jaar | Ronde van Italië | Ronde van Frankrijk | Ronde van Spanje |
| ---- | ---------------- | ------------------- | ---------------- |
| 2011 |                  |                     |                  |
| 2012 | 89e              |                     |                  |
| 2013 | 132e             |                     |                  |
| 2014 | 88e              |                     |                  |
| 2015 |                  | 116e                |                  |
| 2016 |                  | 114e                |                  |
| 2017 |                  | 139e                |                  |
| 2018 |                  | 75e                 |                  |
| 2019 |                  |                     |                  |
| 2020 |                  |                     |                  |
| 2021 |                  |                     |                  |
| 2022 |                  |                     |                  |
| 2023 |                  |                     |                  |
| 2024 |                  |                     |                  |
| 2025 |                  |                     |                  |

| Jaar | Milaan-San Remo | Gent-Wevelgem | Ronde van Vlaanderen | Parijs-Roubaix | Amstel Gold Race | Luik-Bast.‑Luik | Ronde van Lombardije | Waalse Pijl | Parijs-Tours | Brabantse Pijl |  | WK op de weg |  | Wereldranglijsten |
| ---- | --------------- | ------------- | -------------------- | -------------- | ---------------- | --------------- | -------------------- | ----------- | ------------ | -------------- |  | ------------ |  | ----------------- |
| 2011 |                 |               |                      |                |                  | opgave          |                      | opgave      |              | 36e            |  |              |  |                   |
| 2012 |                 |               |                      |                |                  |                 |                      | 135e        |              |                |  |              |  |                   |
| 2013 |                 |               |                      |                |                  | 99e             |                      | 84e         |              | 55e            |  |              |  |                   |
| 2014 |                 |               |                      |                |                  |                 |                      |             |              | 8e             |  |              |  | 227e (UWT)        |
| 2015 | 68e             |               |                      |                | 98e              | opgave          |                      |             | 31e          | 51e            |  |              |  |                   |
| 2016 | opgave          |               |                      |                | opgave           | 124e            |                      |             |              | 100e           |  |              |  |                   |
| 2017 | 176e            | 48e           | 35e                  | 98e            |                  |                 |                      |             |              |                |  | opgave       |  | 223e (UWT)        |
| 2018 | 38e             | 15e           | 41e                  | opgave         |                  |                 | opgave               |             | 53e          | 54e            |  |              |  |                   |
| 2019 |                 | opgave        | 52e                  | 86e            | 97e              |                 |                      |             | 10e          |                |  |              |  |                   |
| 2020 |                 | 58e           | opgave               |                |                  |                 |                      |             |              | 94e            |  |              |  |                   |
| 2021 |                 |               |                      |                |                  |                 |                      |             |              |                |  |              |  |                   |
| 2022 |                 |               | 97e                  | opgave         |                  |                 |                      |             | opgave       |                |  |              |  |                   |
| 2023 |                 |               |                      |                |                  |                 |                      |             |              |                |  |              |  |                   |
| 2024 | 137e            |               |                      | 52e            | 86e              | opgave          |                      | opgave      | 60e          |                |  |              |  |                   |
| 2025 |                 | 87e           |                      | 69e            |                  | opgave          |                      |             |              | opgave         |  |              |  |                   |

## Ploegen
- 2011 –  Quick Step Cycling Team
- 2012 –  Omega Pharma-Quick-Step
- 2013 –  Omega Pharma-Quick-Step Cycling Team
- 2014 –  Omega Pharma-Quick-Step Cycling Team
- 2015 –  Etixx-Quick Step
- 2016 –  Etixx-Quick Step
- 2017 –  Quick-Step Floors
- 2018 –  Team Dimension Data
- 2019 –  Team Dimension Data
- 2020 –  Cofidis
- 2021 –  Alpecin-Fenix (vanaf 6/4)
- 2022 –  Alpecin-Fenix
- 2023 – zonder contract
- 2024 –  Team Visma-Lease a Bike
- 2025 –  Team Visma-Lease a Bike

Bandiera · Boonen · Cappelle · Cataldo · Chavanel · Chicchi · Ciolek · De Weert · Devenyns · Engels · Keisse · de Maar · Maes · Malacarne · Pineau · Reda · Robert · Seeldraeyers · Stauff · Steegmans · Štybar · Terpstra · Tratnik · Vandewalle · Van Impe · Van Keirsbulck · Vermote · Trentin (stagiair)
Bandiera · Boonen · Brammeier · Cataldo · Chavanel · Chicchi · Ciolek · De Weert · Devenyns · Fenn · Gołaś · Grabsch · Keisse · Kwiatkowski · Leipheimer · Maes · Martin     · Pauwels · Pineau · Raboň · Steegmans · Štybar · Terpstra · Trentin · Vandenbergh · Vandewalle · Van Keirsbulck · P. Velits · M. Velits · Vermote · Hoorne (stagiair) · Sénéchal (stagiair)
Alaphilippe · Bakelants · Boonen · Brambilla · Cavendish · De Gendt · De Weert · Fenn · Gołaś · Keisse · Kwiatkowski  · Maes · Martin   · Meersman · Pauwels · Petacchi · Poels · Renshaw · Serry · Steegmans · Štybar · Terpstra · Trentin · Urán · Vakoč · Vandenbergh · Van Keirsbulck · M. Velits · Vermote · Verona
Alaphilippe · Boonen · Bouet · Brambilla · Cavendish · de la Cruz · Gołaś · Keisse · Kwiatkowski  · Lampaert · Maes · Martin · Meersman · Renshaw · Sabatini · Serry · Štybar · Terpstra · Trentin · Urán · Vakoč · Vandenbergh · Van Keirsbulck · M. Velits · Vermote · Verona · Wisniowski · Contreras (stagiair) · Gaviria (stagiair)
Alaphilippe · Boonen · Bouet · Brambilla · Contreras · de la Cruz · De Plus · Gaviria · Jungels · Keisse · Kittel · Lampaert · Maes · D. Martin · T. Martin   · Martinelli · Meersman · Richeze · Sabatini · Serry · Štybar · Terpstra · Trentin · Vakoč · Vandenbergh · Van Keirsbulck · Velits · Vermote · Verona · Wiśniowski · Costa (stagiair) · García (stagiair) · Sisr (stagiair)
Alaphilippe · Bauer · Boonen (tot 09/04) · Brambilla · Capecchi · Cavagna · de la Cruz · De Plus · Declercq · Devenyns · Gaviria · Gilbert · Jungels · Keisse · Kittel · Lampaert · Martin · Martinelli · Mas · Richeze · Sabatini · Schachmann · Serry · Štybar · Terpstra · Trentin · Vakoč · Velits · Vermote · Hodeg (stagiair) · Kasperkiewicz (stagiair)
Antón · Berhane · Boasson Hagen · Cavendish · Cummings · Davies · Debesay · Dlamini · Dougall · Eisel · Gebreigzabhier · Gibbons · J. Janse van Rensburg · R. Janse van Rensburg · King · Kudus · Meintjes · Morton · O'Connor · Pauwels · Renshaw · Slagter · Thomson · Thwaites · Venter · Vermote · van Zyl
Bak · Boasson Hagen · Cavendish · Cummings · Davies · de Bod · Dlamini · Eisel · Gasparotto · Gebreigzabhier · Gibbons · J. Janse van Rensburg · R. Janse van Rensburg · King · Kreuziger · Mäder · Meintjes · Nizzolo · O'Connor · Renshaw · Slagter · Thomson · Tiller · Valgren · Venter · Vermote · Wyss
Allegaert · Barceló · Berhane · Claeys · Consonni · Edet · Finé · Haas · Hansen · Jesús Herrada · José Herrada · Lafay · Laporte · Le Turnier · Lemoine · Martin · Maté · Mathis · Morin · Perez · Périchon · Rossetto · Sabatini · Touzé · Vanbilsen · Vermote · A. Viviani · E. Viviani  · Prodhomme (stagiair) · Zanoncello (stagiair)
Anderson · Bayer · De Bondt · del Carmen Alvarado · De Tier · De Vreese · Dillier · Eibl · Jans · Janssens · Krieger · Leysen · Meisen · Merlier · Meurisse · Modolo · Philipsen · Pieterse · Planckaert · Richardson · Rickaert · Riesebeek · Sbaragli · Sweeck · Taminiaux · Thwaites · Tulett · Vakoč · D. van der Poel · M. van der Poel · Vergaerde · Vermeersch · Vervaeke · Vine · Walsleben
Anderson · Ballerstedt · Bax · Bayer · De Bondt · De Tier · Dillier · Gaze · Gogl · Janssens · Krieger · Leysen · Mareczko · Merlier · Meurisse · Oldani · Philipsen · Planckaert · Rickaert · Riesebeek · Sbaragli · Stannard · Taminiaux · Thwaites · Van Den Bossche · D. van der Poel · M. van der Poel · Van Keirsbulck · Vermeersch · Vermote · Vine
Affini · Benoot · Bouwman · Gesink · Gloag · Hagenes · Heßmann · Jorgenson · Kelderman · Kooij · Kruijswijk · Kuss · Laporte  · Lemmen · Staune-Mittet · Tratnik · Tulett · Uijtdebroeks · Vader · Valter · Van Aert · van Baarle · van Belle · Van der Sande · M. van Dijke · T. van Dijke · Vermote · Vingegaard